# Diogo Campos Gomes
Diogo Campos Gomes (Miranorte, 31 dicembre 1990) è un ex calciatore brasiliano, di ruolo attaccante o centrocampista.

## Carriera
Ha giocato nella massima serie dei campionati brasiliano, francese, bulgaro ed indonesiano, e nella seconda divisione brasiliana.